# Teabagging

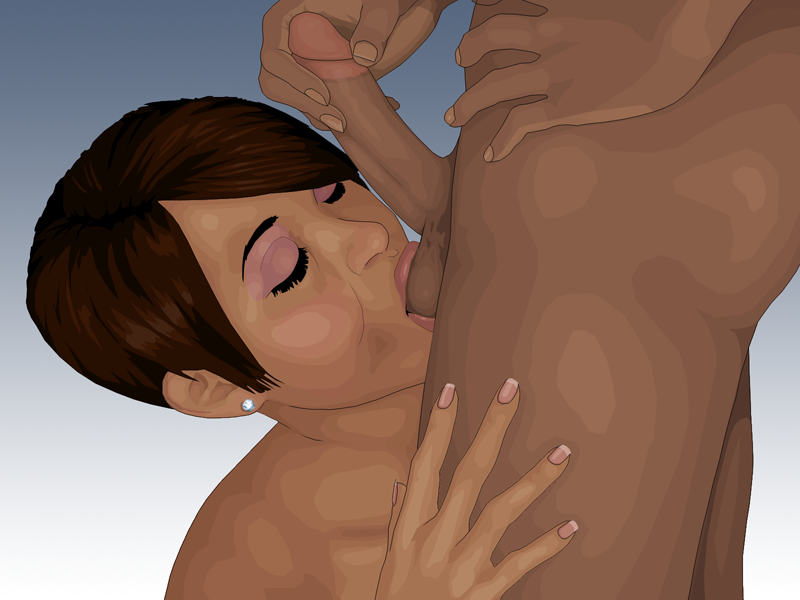
Una coppia impegnata nella pratica del teabagging

Teabagging, a volte riportato come tea bagging, è un termine gergale per indicare la pratica sessuale in cui un uomo inserisce il proprio scroto nella bocca del suo partner sessuale, per dare e riceverne piacere, oppure lo struscia sulla faccia o sulla testa di un'altra persona a scopo dileggiativo.
Il nome di questa pratica deriva dal fatto che, quando l'atto è compiuto ripetutamente con un movimento verticale, essa ricorda il gesto di inzuppare una bustina di tè in una tazza di acqua calda.
In quanto pratica di sesso non penetrativo, essa può essere fine a se stessa o può essere parte dei preliminari, e può anche essere considerata una forma di violenza sessuale.
Il teabagging è stato reso popolare negli anni novanta grazie al videogioco sparatutto in multiplayer Counter-Strike, in cui spesso i giocatori sottoponevano a questa sorta di umiliazione il cadavere di un avversario accovacciandosi su di esso.

## Sesso orale
Negli esseri umani lo scroto è una zona altamente sensibile ed è considerato essere a tutti gli effetti una zona erogena. Ciò fa sì che molti uomini (anche se non tutti) gradiscano una sua stimolazione durante il sesso orale, ritenendola una parte integrante di quest'ultimo. Esperti di sessuologia hanno elencato diverse tecniche che chi sta praticando una fellatio può mettere in atto al fine di aumentare il piacere sessuale del proprio partner; tra queste vi è quella di succhiare lo scroto e di tirarne gentilmente la pelle avendo cura di effettuare il tutto con le labbra, onde evitare un potenzialmente spiacevole contatto con i denti. Dato che presenta un bassissimo rischio di trasmissione di malattie sessualmente trasmissibili, incluso l'AIDS, il teabagging può essere annoverato tra le pratiche di sesso sicuro.
Si ritiene che l'aumento di popolarità del teabagging sia dovuto alla sua descrizione fatta nel film del 1998 Pecker. Da allora esso è divenuto sufficientemente popolare nell'intimità delle coppie da far sì che se ne discutesse in un episodio della serie TV Sex and the City.
Esperti di sessuologia e di rapporti di coppia danno diverse definizioni di come il teabagging debba essere eseguito. Secondo Dan Savage, curatore della rubrica Savage love, pubblicata in tutto il mondo, la persona il cui scroto viene stimolato si chiama "the teabagger", mentre chi compie la stimolazione è definito come "the teabaggee": "il teabagger inzuppa la bustina; il teabaggee riceve la bustina inzuppata". Alcuni considerano l'atto semplicemente come una fellatio che coinvolge anche lo scroto, altri ritengono invece che sia necessaria anche la partecipazione attiva dell'uomo che riceve la stimolazione, poiché egli si deve accovacciare sul partner inginocchiato facendo entrare ed uscire ripetutamente dalla sua bocca i propri testicoli. Se il fatto di leccare ed accarezzare lo scroto sia definibile come teabagging è stato discusso in una puntata del The Howard Stern Show.

## Pubblico ludibrio e molestia
Non sempre il teabagging è praticato consensualmente. A volte esso è attuato su una persona con lo scopo di umiliarla o di prendersi gioco di lei, esso può ad esempio essere perpetrato su una persona che sta dormendo a bocca aperta, il che, in alcune giurisdizioni, è considerato violenza sessuale. Ci sono stati casi in cui il teabagging è stato praticato in episodi di nonnismo o bullismo di gruppo, in cui gli aggressori tenevano ferma e inginocchiata la vittima mentre il carnefice "strusciava i testicoli sulla faccia della vittima" o "le appoggiava il perineo in testa".
L'imitazione di questo atto, accovacciandosi ripetutamente su un nemico morto, è diventata una forma di scherno popolare tra i giocatori di videogiochi sparatutto in modalità multigiocatore che la utilizzano come segno di dominazione, umiliazione o semplicemente come scherzo canzonatorio e, sebbene il suo utilizzo sia considerato una mancanza di sportività e rispetto dell'avversario, essa sta prendendo sempre più piede.